# Total Overdose
Total Overdose (ou Total Overdose: A Gunslinger's Tale in Mexico) é um jogo de ação em terceira pessoa estilo mundo-aberto produzido pela Deadline Games e publicado pela Sci Entertainment (hoje conhecida como Square Enix Europe), lançado em 2005. O jogo é uma mistura de GTA, e sua plataforma mais utilizada é o PlayStation 2.
O jogador toma posse de Ramiro "Ram" Cruz, que no passado era criminoso e agora é um agente da D.E.A. Ele foi enviado para uma cidade mexicana chamada de Los Toros junto ao seu irmão gêmeo, Tommy Cruz, na qual o objetivo deles é encontrar o assassino de seu pai, Ernesto Cruz. O jogador terá a tarefa de se infiltrar e derrubar o maior cartel de drogas do México enquanto batalham com traficantes, bandidos, corruptos e Federais do Exército mexicano e outros variados. 
No início, o jogador assume o papel de Ernesto Cruz, pai dos meninos. Após Ernesto e a D.E.A atacar os militares na selva para tomar informações importantes sobre Papa Muerte, Ernesto é lançado do avião que os levavam embora e assim, ele morre. O Coronel (Comandante) Trust acredita que a causa de sua morte foi uma overdose de drogas, no entanto, Tommy suspeita de um agente. Na segunda missão o jogador controla Tommy. Tommy encontra Marco, que é seu principal contato com o Cartel de Morales. Então Tommy destrói um comboio da gangue Virgillo e seu posto de gasolina, eventualmente ficando gravemente ferido. Seu irmão gêmeo Ramiro leva o trabalho. "Ram" salva Marco de um grupo de Virgillos que querem matá-lo pelo motivo dele estar ganhando muito. Marco se refere a Ram para Cesar Morales, chefe da gangue local que se gabava por conhecer o assassino de Ernesto.
O jogo possui uma tilha sonora impecável, cenas clichês de filmes e jogos de ação ( fator que deixa o jogo mais interessante ), uma jogabilidade incrível e um mundo aberto relativamente pequeno, mas, nada que deixe o jogo ruim.